# ヒカルド・クルーズ
ヒカルド・クルーズ（Ricardo Cruz　1982年1月12日 - ）は、ブラジル国籍の男性歌手、翻訳家である。JAM Projectの準レギュラーメンバー。

## 略歴・人物
- 小学生の時代から日本の特撮ファンであり、1999年に栃木県宇都宮市の高校へ留学する[2]。留学中に観覧したアニメソングのライブイベント「ANIME JAPAN FES」に感動し、帰国後にブラジル国内でのアニメイベント「Anime Friends」を企画[2]、串田アキラ、影山ヒロノブへの出演交渉を行った[3]。
- 「Anime Friends」のリハーサル中、影山から声を褒められたことをきっかけに[2]、2004年に行われた『Dream Factory』内の「JAM Project新メンバーオーディション」にて準レギュラーメンバーとして加入。
- 自国のブラジルでは、日本の漫画やアニメを自国語に翻訳する仕事を行っている。サンパウロで「NihonGO」というブラジル人向け日本語教育プログラムも主宰している。
- デジモンの主題歌を歌う和田光司とも親交が深く、彼のアルバム「風上の丘から」のレコーディングに参加している。